# Ferruccio Valcareggi

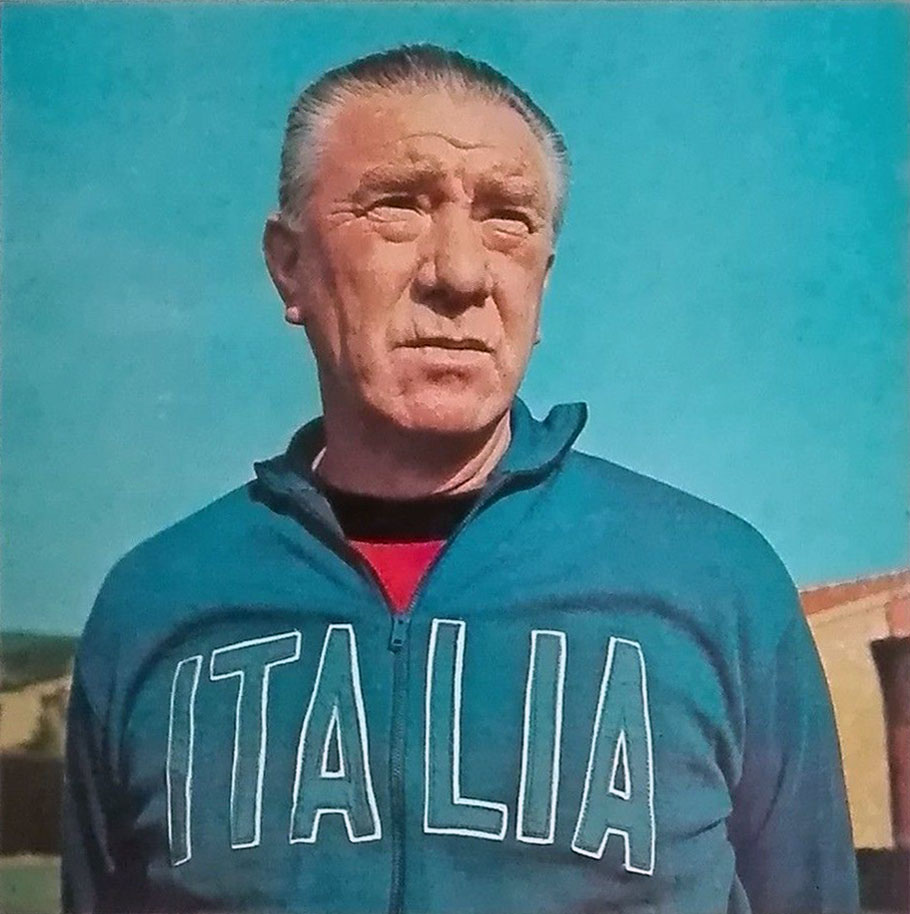
Ferruccio Valcareggi

Ferruccio Valcareggi, född 12 februari 1919 i Trieste, död 2 november 2005 i Florens, var en italiensk fotbollstränare och Italiens förbundskapten i fotboll 1966-1974
Valcareggi ledde det italienska fotbollslandslaget till EM-guld 1968. Det var Italiens första stora titel i fotboll sedan 1938. Vid världsmästerskapet i fotboll 1970 var han förbundskapten för det italienska fotbollslandslaget då de tog VM-silver.